# Al-Meragh

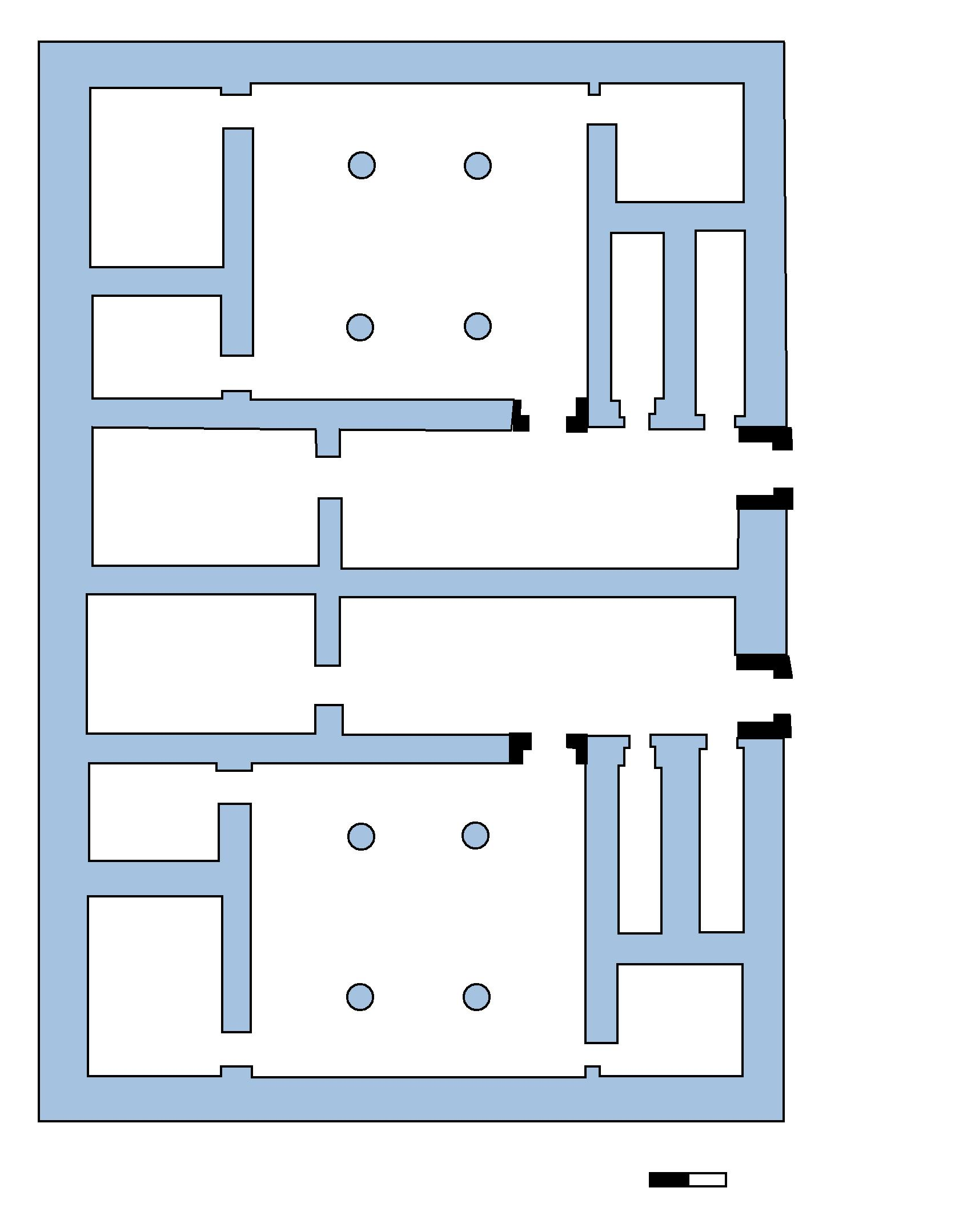
Planol d'una casa excavada al jaciment d'Al Meragh.

Al-Meragh és un jaciment arqueològic del Sudan, al Wadi Muqaddam 65 km al sud de Korti i 225 km al nord de Khartum, on s'han excavat una colònia napatenca, probablement del poble dels Meded (vers 450-50 aC) del que hauria estat la seva capital o hauria estat almenys un dels seus llocs principals.